# رتیل پاسفید
رتیل‌پا سفید (نام علمی: Annandaliella travancorica) نام یک گونه از تیره رتیل است.این گونه رتیل بومی ایالت‌های گهات غربی می‌باشد.